# توافقنامه پیشاور
توافقنامه پیشاور به توافقنامه‌ای گفته می‌شود که گروه‌های هفتگانه مجاهدین در پاکستان امضا کردند و در اعلامیه‌ای که در ۶ ثور/اردیبهشت ۱۳۷۱ منتشر شد، طی آن خبر از تشکیل دولت اسلامی افغانستان دادند که فعالیت خود را در ۸ ثور/اردیبهشت ۱۳۷۱ شروع می‌کرد. با توجه به رقابت حزبی که وجود داشت، دولت از همان ابتدا ناتوان بود.
احزاب جهادی مستقر در پیشاور پاکستان در ۶ ثور/اردیبهشت ۱۳۷۱ توافق کردند که یک شورای رهبری متشکل از رهبران جهادی به ریاست جمهوری موقت صبغت الله مجددی برای دو ماه از تاریخ ۸ ثور/اردیبهشت ۱۳۷۱ تا ۷ تیر/سرطان ۱۳۷۱ همان سال تشکیل شود. پس از اتمام دوره دو ماهه صبغت الله مجددی، برهان الدین ربانی رهبر حزب جمعیت اسلامی تا ۸ ثور/اردیبهشت ۱۳۷۱ به عنوان رئیس‌جمهور موقت انتخاب می‌شد، و همچنین توافق شده بود در سال ۱۹۹۲ یک شورای ملی برای تصویب قانون اساسی موقت تشکیل شود و پس از آن یک دولت موقت برای ۱۸ ماه فعالیت می‌کرد و سپس انتخابات برگزار می‌شد. در این توافقنامه احمد شاه مسعود به عنوان وزیر دفاع دولت صبغت الله مجددی تعیین شده بود.

## پیشینه تاریخی

پرچم افغانستان در ماه‌های پس از امضای توافق‌نامه پیشاور.

در ماه‌های حمل/فروردین و ثور/اردیبهشت ۱۳۷۱، دولت نجیب الله که حمایت روسیه را داشت، دیگر نمی‌توانست در برابر نیروهای مجاهدین مقاومت کند. احمدشاه مسعود در اتحاد با نیروهای عبدالعلی مزاری و عبدالرشید دوستم بود و بگرام که پایگاه اصلی نیروی هوایی افغانستان که در هفتاد کیلومتری شمال کابل موقعیت داشت، تصرف شده بود. مقامات ارشد دولت نجیب و ژنرال‌های ارتش به عنوان یک قدرت انتقالی برای انتقال قدرت به متحدین احمد شاه مسعود عمل کردند. مقامات دولت موقت کابل، مسعود را به عنوان رئیس جدید دولت به کابل فرستادند اما وی بازداشت شد. مسعود به نیروهای خود دستور داد تا در شمال کابل موقعیت بگیرند و تا زمانی که راه حل سیاسی یافت نشود وارد پایتخت نشوند. او از رهبران ارشد احزاب مجاهدین که در پیشاور مستقر بودند خواست تا یک توافق سیاسی که مورد قبول تمامی طرف‌ها و احزاب است بکار گیرند.
در این اثناء نیروهای مجاهدین از طرف‌های مختلف شروع به حرکت به سمت مرکز کابل کردند. نیروهای حزب اسلامی به رهبری گلبدین حکمتیار از جنوب، نیروهای حزب اتحاد اسلامی (بعدها نامش به تنظیم دعوت اسلامی افغانستان تغییر داد) به رهبری عبدالرب رسول سیاف از غرب، نیروهای حزب وحدت اسلامی افغانستان به رهبری عبدالعلی مزاری نیز از سمت غرب و نیروهای حزب اسلامی خالص از سمت شرق.
جامعه جهانی در قالب سازمان ملل و اکثر احزاب سیاسی افغانستان تصمیم گرفتند تا از طریق گفتگو و حل و فصل میان نخبگان و احزاب سیاسی مختلف یک حکومت مشروع ملی را جایگزین حکومت کمونیستی تعیین نمایند.
درحالی که رهبران مجاهدین در پیشاور ملاقات می‌کردند، وضعیت نظامی در اطراف کابل گرفتار فرماندهان داخلی، پیچیده شده بود. در حالی که مسعود از روند تشکیل دولت ائتلافی و با حضور همه طرف‌ها حمایت می‌کرد، گلبدین حکمتیار به دنبال حاکمیت فردی (مرکزی) در افغانستان بود: «در کشور ما تشکیل دولت ائتلافی غیرممکن است؛ چرا که، به این ترتیب، باعث ضعف و ناتوانی در تثبیت وضعیت در افغانستان می‌شود». اما مسعود می‌گفت: «تمامی احزاب در جنگ در جهاد مشارکت داشته‌اند، بنابراین باید سهم خود را در دولت و تشکیل حکومت داشته باشند. افغانستان از ملیت‌های مختلف تشکیل شده‌است. ما نگران کشمکش و اختلافات ملی میان قبایل مختلف و ملیت‌های مختلف بودیم. برای دادن حق تمامی افراد و همچنین اجتناب از خونریزی در کابل، ما این مسئله را به احزاب واگذار کردیم تا آنها در مورد کل کشور تصمیم بگیرند. ما در مورد یک مرحله موقت صحبت کرده بودیم و پس از آن شرایط باید برای برگزاری انتخابات فراهم شود».
در یک ارتباط رادیویی ضبط شده مسعود به حکمتیار می‌گوید: «رژیم کابل آماده تسلیم شدن است، پس بهتر است به جای مبارزه کردن باید در کنار هم قرار بگیریم. … رهبران در پیشاور ملاقات می‌کنند… نیروها نباید وارد کابل شوند… آنها باید بعداً به عنوان بخشی از دولت وارد شوند». حکمتیار پاسخ می‌دهد: «ما با شمشیرهای برهنه خود به کابل پیش‌روی می‌کنیم. کسی نمی‌تواند ما را متوقف کند. … چرا باید با رهبران دیدار کنیم؟» مسعود پاسخ داد: «به نظر من شما نمی‌خواهید به رهبران پیشاور بپیوندید و تهدیداتتان را متوقف کنید… شما قصد دارید تا به کابل برسید. در این صورت من باید از مردم دفاع کنم».
در آن زمان حتی اسامه بن لادن که به‌طور گسترده با حکمتیار، در پیشاور کار کرده بود از وی خواست تا «به همراه برادرانش (برادران دینی) بازگردد» و با دیگر احزاب مقاومت سازش کند. اما حکمتیار مخالفت کرد و اعتقاد داشت که به تنهایی می‌تواند قدرت را در افغانستان در اختیار بگیرد.
در ۴ ثور/اردیبهشت ۱۳۷۱ رهبران جهادی توافق‌نامه پیشاور را به منظور تشکیل دولت کمونیستی اسلامی امضا کردند. سمت وزارت دفاع به احمدشاه مسعود داده شد. در حالیکه حکمتیار به عنوان نخست‌وزیر تعیین شده بود وی از امضا امتناع کرد. به استثنای حزب اسلامی حکمتیار، اکثر احزاب دیگر با این توافق‌نامه صلح و تقسیم قدرت در ثور/اردیبهش ۱۳۷۱ موافقت کردند.

## متن توافقنامه پیشاور
متن توافق پیشاور که توسط سازمان ملل و دانشگاه اولستر ارائه شده‌است:
| توافقنامه پیشاور |
| به نام خداوند بخشنده مهربان سلام و درود خداوند به پیامبر اسلام و خانواده و اصحابش ساختار و روند برای دوره موقت «دولت اسلامی افغانستان» به صورت زیر تشکیل شد: 1. تصمیم گرفته شد که هیئت ۱۵ عضوی به رهبری صبغت الله مجددی وارد افغانستان شوند و قدرت را از حاکمان فعلی کابل بدون شرط و شروط و برای مدت دو ماه در اختیار بگیرند. رئیس این تشکیلات مثل «رئیس جمهوری» در این دو ماه خواهد بود. پس از این دوره این نهاد به عنوان یک هیأت موقت مشورتی باقی خواهد ماند. ریاست این دوره انتقالی را مجددی در اختیار خواهد داشت و دوره این شورا برای چهار ماه می‌باشد. 2. تصمیم گرفته شد که برهان‌الدین ربانی برای چهار ماه به عنوان رئیس‌ دولت موقت اسلامی افغانستان و رئیس شورای رهبری تعیین و کار خود را پس از اتمام دوره دو ماهه انتقال قدرت آغاز کند. 3. دوره مذکور حتی یک روز تمدید نخواهد شد. 4. سمت صدارت و اعضای کابینه از افراد درجه دو تنظیمات انتخاب گردد. یعنی در وظایف فوق رهبران تنظیم‌ها مقرر نگردد. 5. سمت صدارت به حزب اسلامی اختصاص داده شده‌است. 6. سمت معاون صدارت و وزیر داخله به حزب اتحاد اسلامی اختصاص می‌یابد. 7. سمت معاون صدارت و وزیر معارف به حزب اسلامی مولوی خالص تعلق می‌یابد. 8. سمت معاون صدارت و وزارت خارجه به حزب محاذ ملی اسلامی افغانستان (پیر احمد گیلانی) تعلق می‌گیرد. 9. سمت وزارت دفاع به حزب جمعیت اسلامی تعلق می‌یابد. 10. دیوان عالی کشور به حزب حرکت اسلامی (محمد آصف محسنی) تعلق می‌گیرد. 11. همچنین تصمیم گرفته شد که شورای رهبری علاوه بر تقسیمات و تعیینات برای دیگران وزارت‌خانه‌ها را تثبیت می‌نماید. 12. مدت این دوره شش ماه خواهد بود و در این مدت دربارهٔ حکومت آینده متفق علیه شورا تصمیم می‌گیرد که دوره آن ۲ ساله خواهد بود. |

## امضا کنندگان
افرادی که این توافق‌نامه را امضا کردند:
- مولوی محمد نبی محمدی
- صبغت الله مجددی
- عبدالرب رسول سیاف
- قطب الدین هلال (از حزب اسلامی گلبدین حکمتیار)
- برهان‌الدین ربانی
- مولوی محمد یونس خالص
- پیر سید احمد گیلانی